# Sviranje
Sviranje je umijeće proizvodnje zvuka i izvođenja glazbenog djela na pojedinom glazbalu tj. način (tehnika) korištenja glazbala. Jednostavnijim riječima, sviranje je način izvođenja glazbenog djela. U glazbenoj umjetnosti to je temeljno načelo izvođenja glazbe. Poseban oblik sviranja u kojem se glazba izvodi ljudskim glasom tj. titranjem glasnica usred strujanja zraka naziva se pjevanje te je često popraćeno glazbenom pratnjom tj. sviranjem.